# Ole Karlsen
Ole Karlsen (28. de marzo de 1954) es un poeta y escritor noruego. Profesor en el Departamento de cultura y literatura de la Universidad de Tromsø y de literatura noruega en el Hedmark College.
En 2018, fue galardonado con el premio Anvil.